# Adlerberg (Adelsgeschlecht)

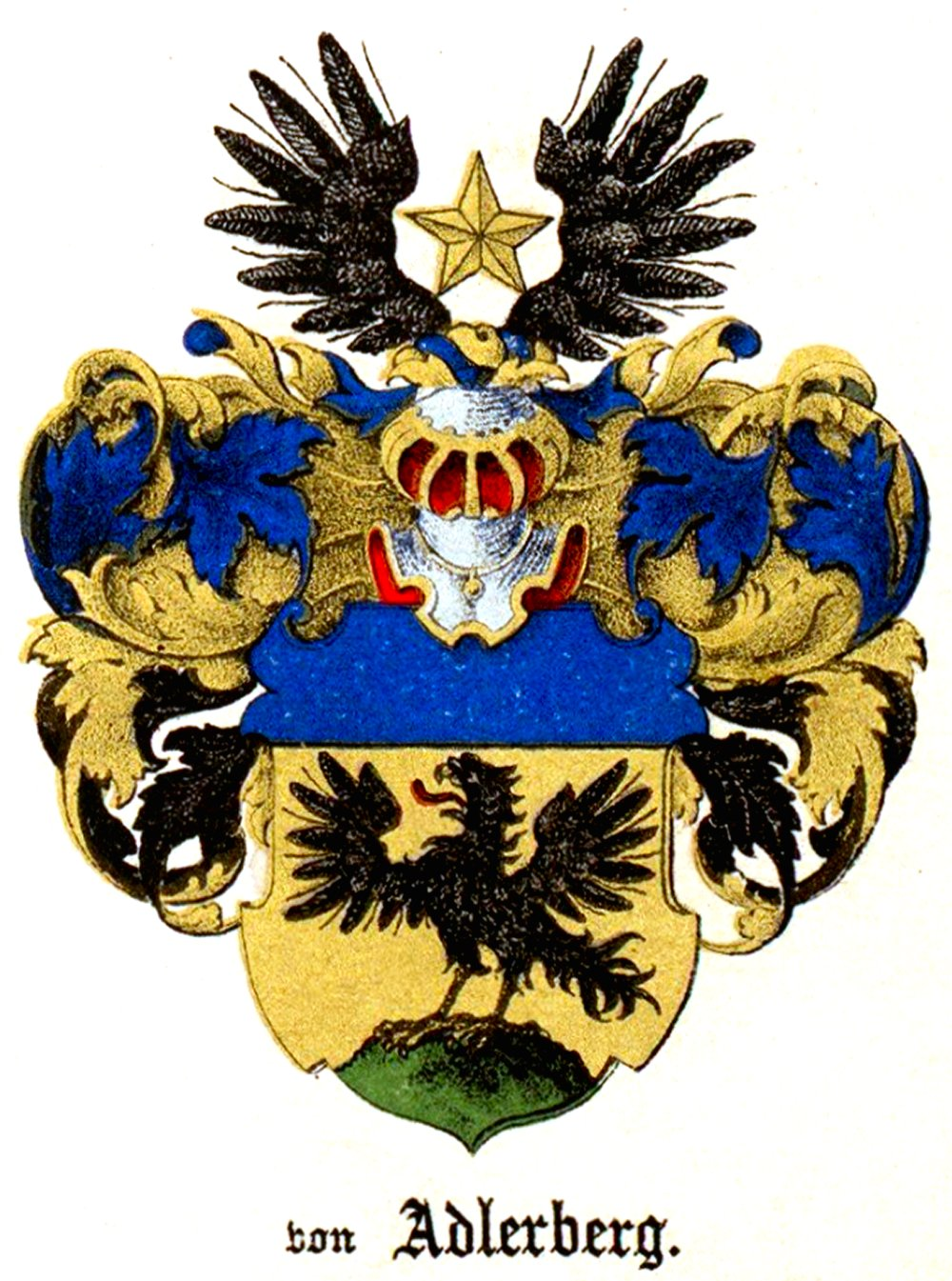
Wappen derer von Adlerberg (1684)

Adlerberg ist der Name eines schwedisch-baltischen Adelsgeschlechts, dessen Stammlinie gegenwärtig fortbesteht.

## Geschichte
Das Geschlecht stammt aus der schwedischen Provinz Värmland und beginnt seine Stammreihe mit Rasmus Jöransson, welcher um 1550 Bauer in Svensby, im Kirchspiel Sillerud war. Der Enkel des vorgenannten, Jöran Erikson (1589–1669), war Vogt der Oxenstiernaschen Grafschaft Södermöre und nahm den Familiennamen Swebillius an. Die Kinder des schwedischen Erzbischofs Olaus Swebillius (1624–1700), wurden am 4. August 1684 mit dem Namen Adlerberg in den schwedischen Adelsstand erhoben und bei der Adelsklasse der schwedischen Ritterschaft (Nr. 1061) introduziert.  Der russische Oberst und Chef des Wiborgschen Infanterieregiments Gustav Friedrich von Adlerberg (1738–1794) wurde am 21. Juli 1777 bei der estländischen Ritterschaft immatrikuliert (Nr. 136). Der schwedische Major, Kammerherr und Diplomat Carl Gustaf Adlerberg (1763–1814) wurde am 21. März 1810 in den schwedischen Freiherrenstand erhoben und bei der Freiherrnklasse der schwedischen Ritterschaft (Nr. 336) introduziert. Der russische Major und Kollegienrat Karl Georg Wilhelm von Adlerberg (1768–1833) wurde 1821 bei der livländischen Ritterschaft immatrikuliert (Nr. 320). Die russischen adligen Linien wurden am 30. Oktober 1843 in den 6. Teil des Adelsgeschlechtsbuchs des Gouvernements St. Petersburg eingetragen. Der nachmalige russische Generalmajor August von Adlerberg (1771–1832) wurde um 1820 bei der oeselschen Ritterschaft immatrikuliert (Nr. 137). Der russische General der Infanterie und nachmalige Minister des Kaiserlichen Hauses Woldemar von Adlerberg (1791–1884) wurde am 13. Juli 1847 in den Russischen Grafenstand erhoben. Seine Linie wurde am 21. Juli 1860 in den 5. Teil des Adelsgeschlechtsbuchs des Gouvernements St. Petersburg eingetragen. Die livländische, die oeselche, die freiherrliche und die gräfliche Linie sind erloschen.
In Estland besaß die Familie zeitweise die Güter Werder (1703– ca. 1730), sowie Alt- (1735– nach 1806) und Neu-Wardes (1818– nach 1857), im Kirchspiel Maholm (heute Gemeinde Viru-Nigula).

## Angehörige
- Juliana von Adlerberg (1760–1839), russische Hofdame und Prinzenerzieherin
- Carl Gustaf Adlerberg (1763–1814), schwedischer Diplomat[3]
- August von Adlerberg (1771–1832), russischer Generalmajor
- Wladimir Fjodorowitsch Adlerberg (1791–1884), russischer General der Infanterie
- Magnus von Adlerberg (1795–1871), russischer General der Infanterie
- Hans von Adlerberg (1806–1855), russischer Generalmajor
- Alexander von Adlerberg (1818–1888), russischer General der Infanterie
- Nikolai Wladimirowitsch Adlerberg (1819–1892), russischer General der Infanterie und Gouverneur
- Wassili von Adlerberg (1827–1907), russischer Generalmajor
- Woldemar von Adlerberg (1830–1899), russischer Generalmajor
- Herman von Adlerberg (1890–1919), russischer Segler, Mannschaftskapitän, Olympionike

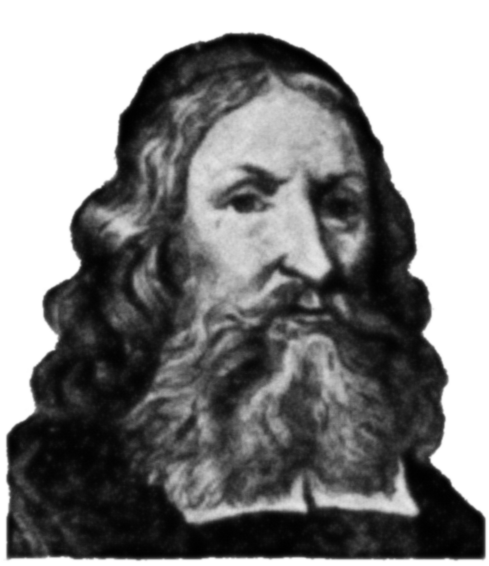
Olaus Swebillius (1624–1700)
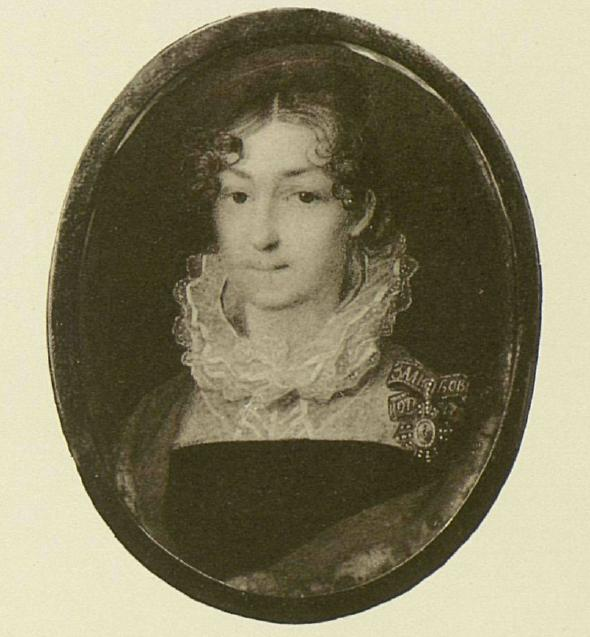
Julia Adlerberg (1760–1839)
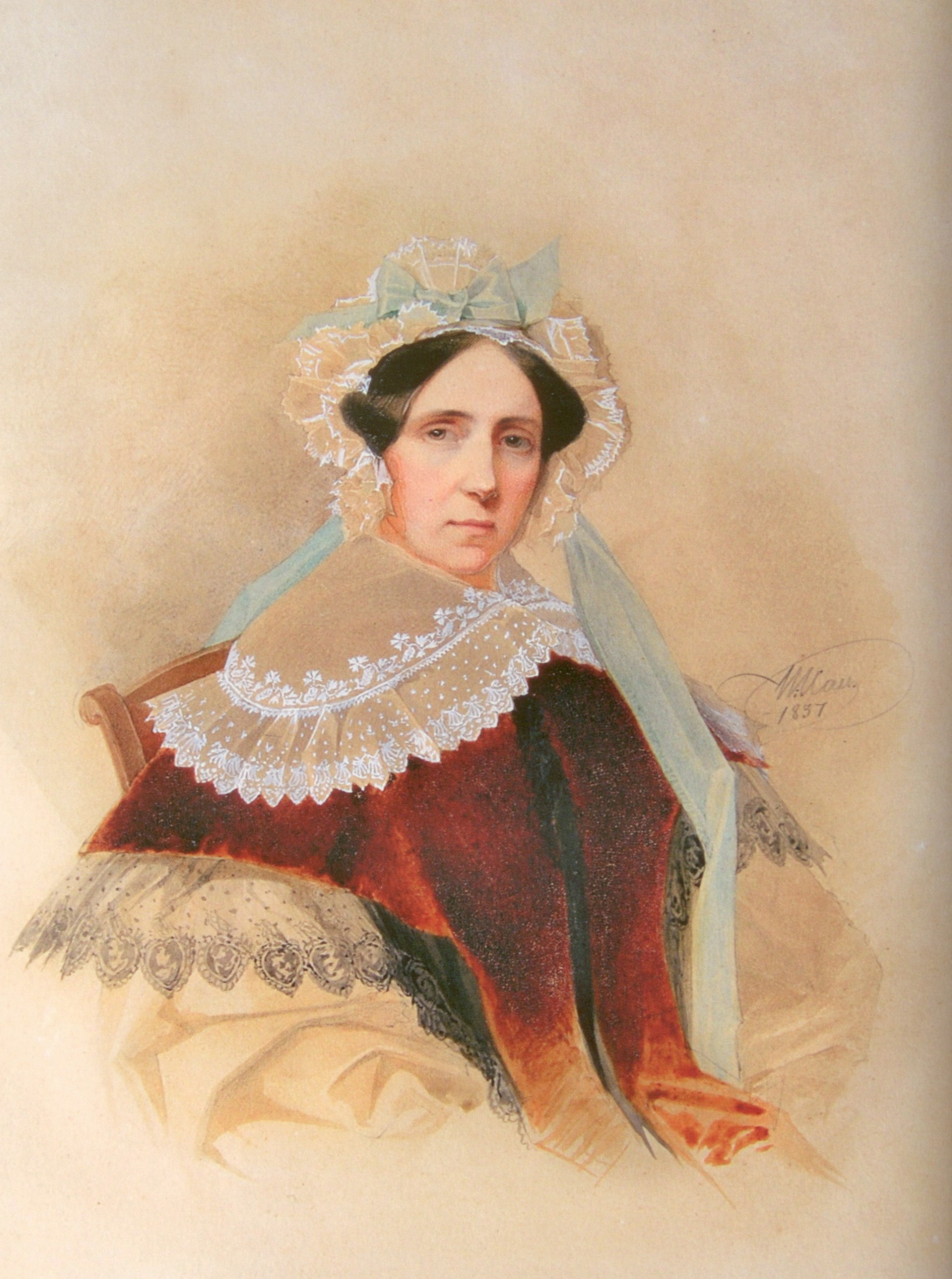
Julia Adlerberg (1789–1864)
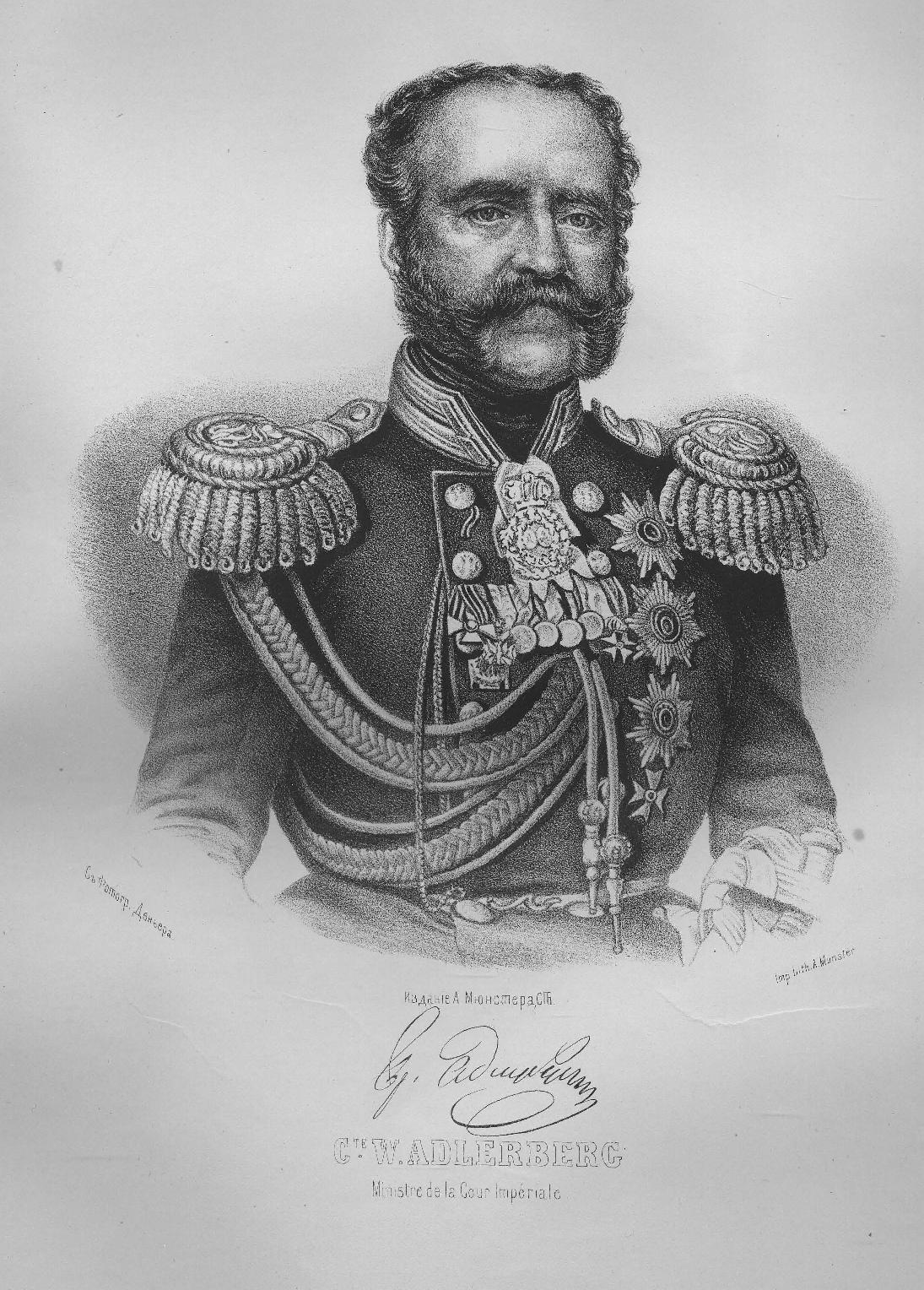
Wladimir Adlerberg (1791–1884)
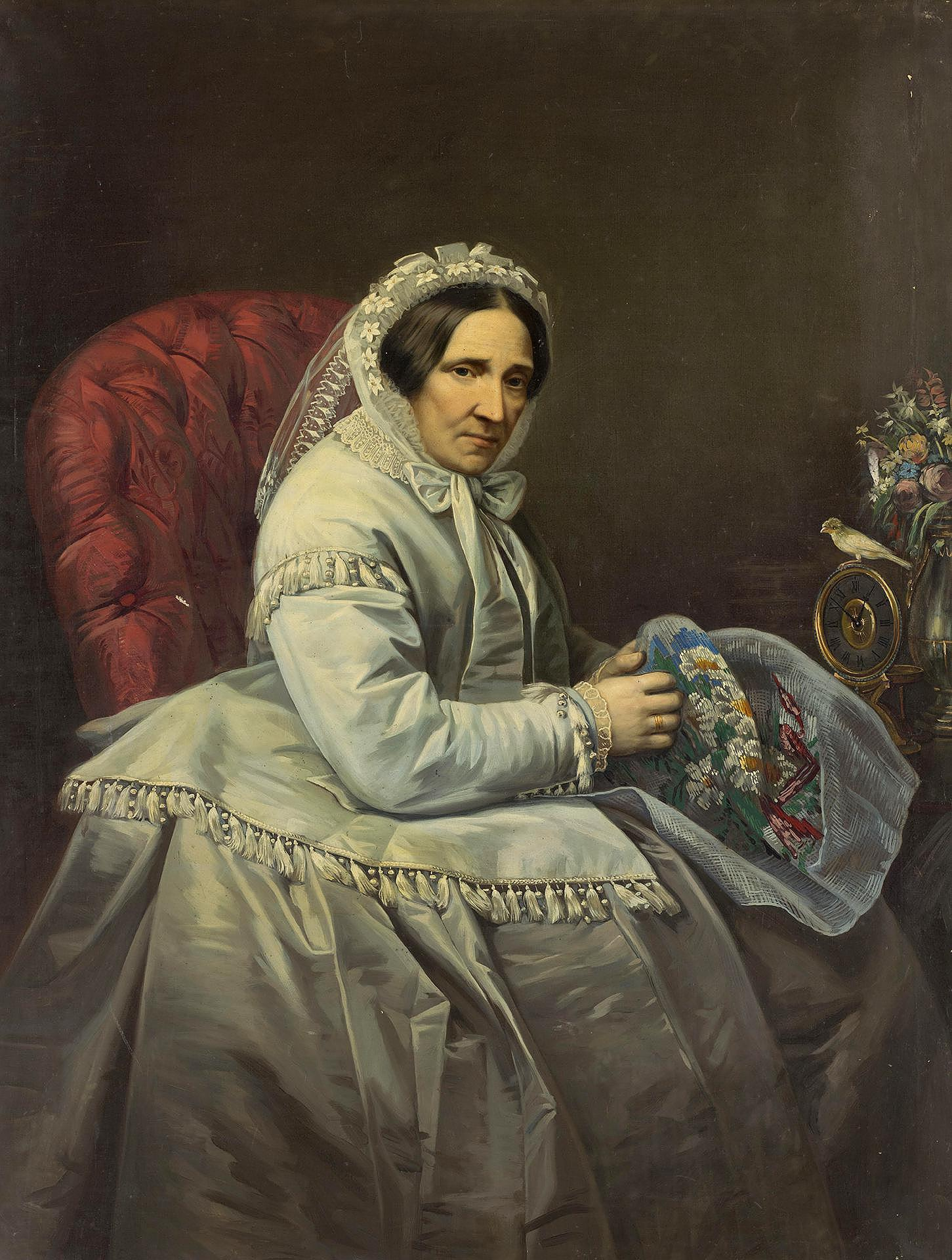
Maria Adlerberg (1797–1870)
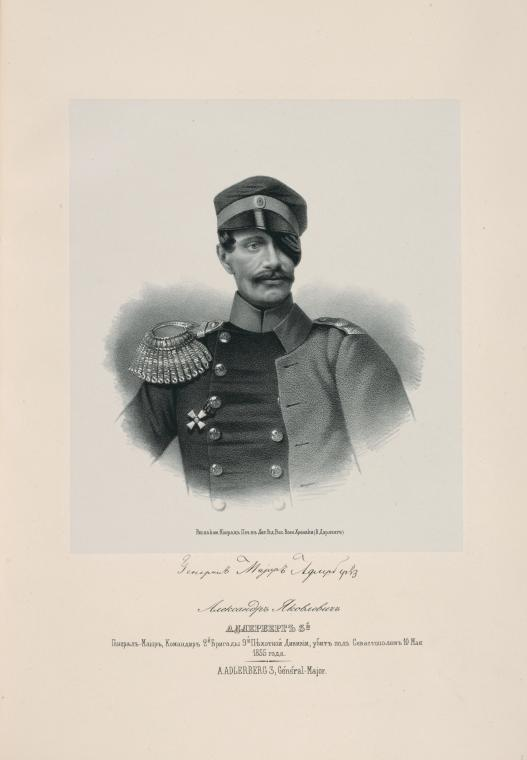
Alexander Jakowlewitsch Adlerberg (1806–1855)
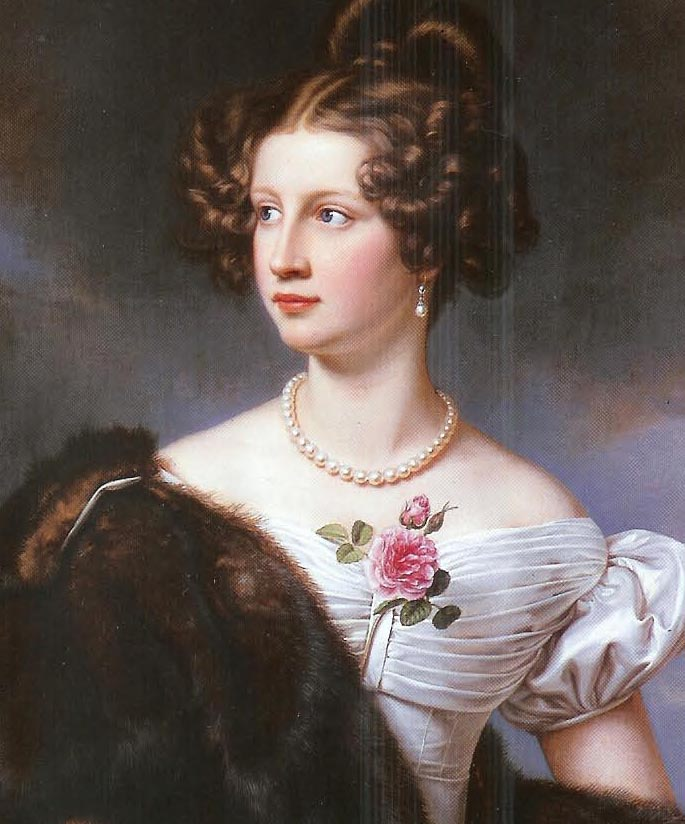
Amalie Adlerberg (1808–1888)
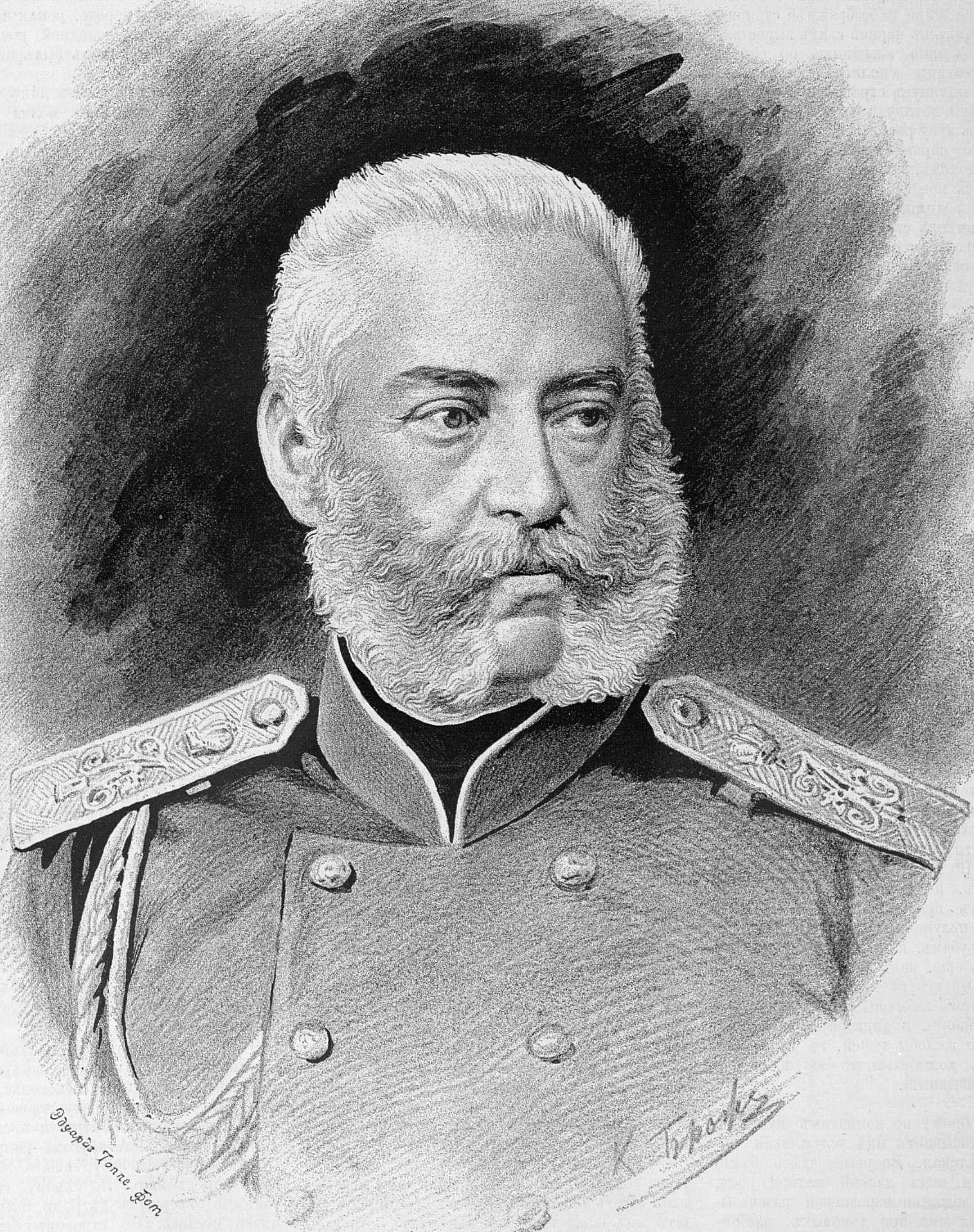
Alexander Wladimirowitsch Adlerberg (1818–1888)
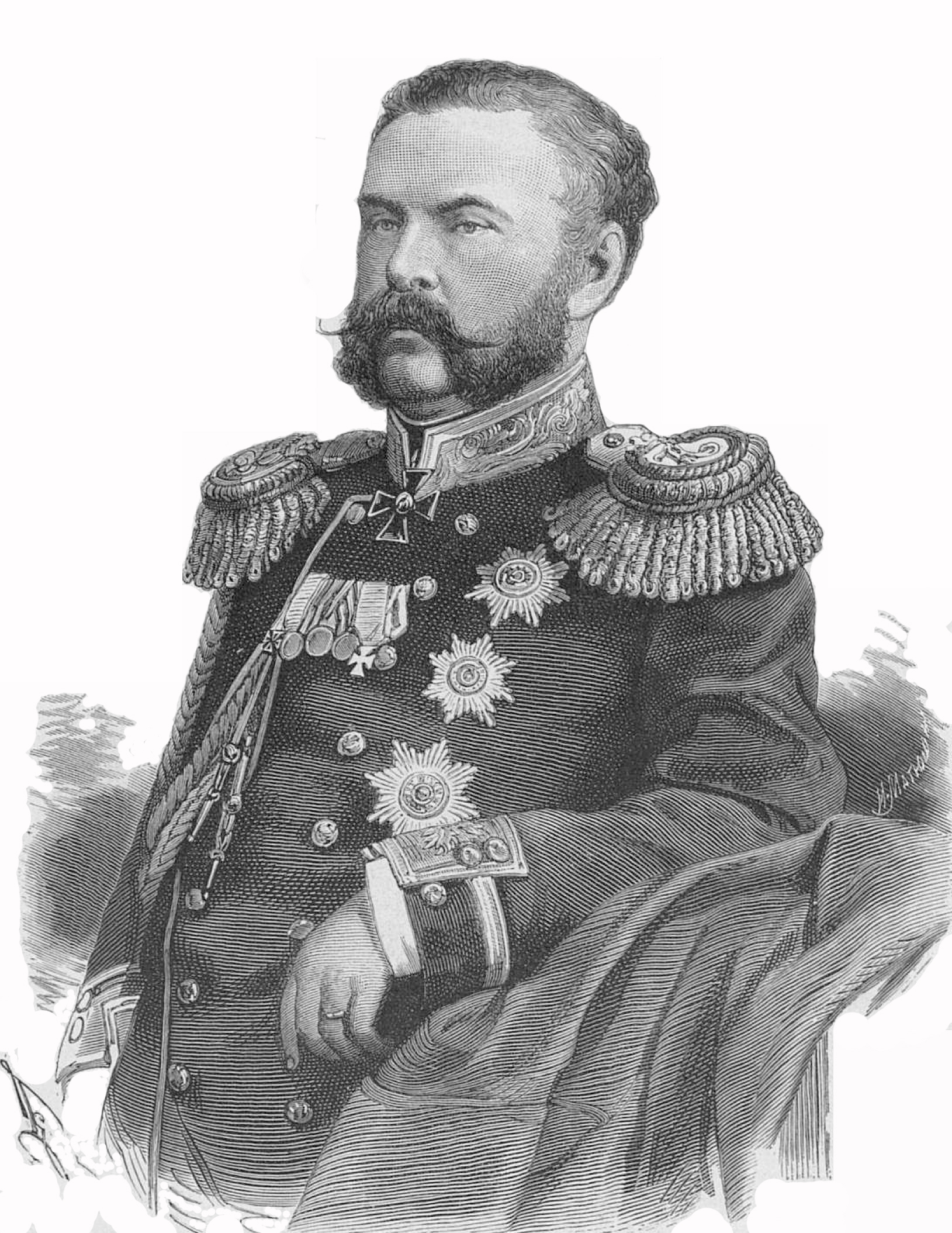
Nicolai Adlerberg (1819–1892)
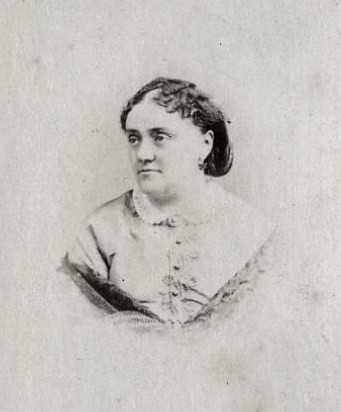
Anna Adlerberg (1821–1898)
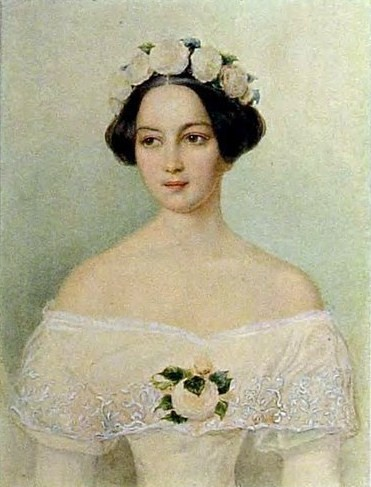
Ekatarina Adlerberg (1822–1910)
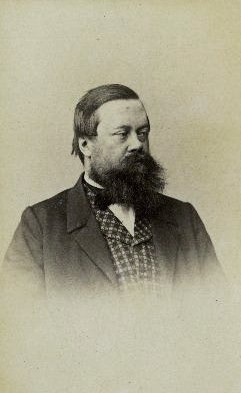
Basil Adlerberg (1827–1905)
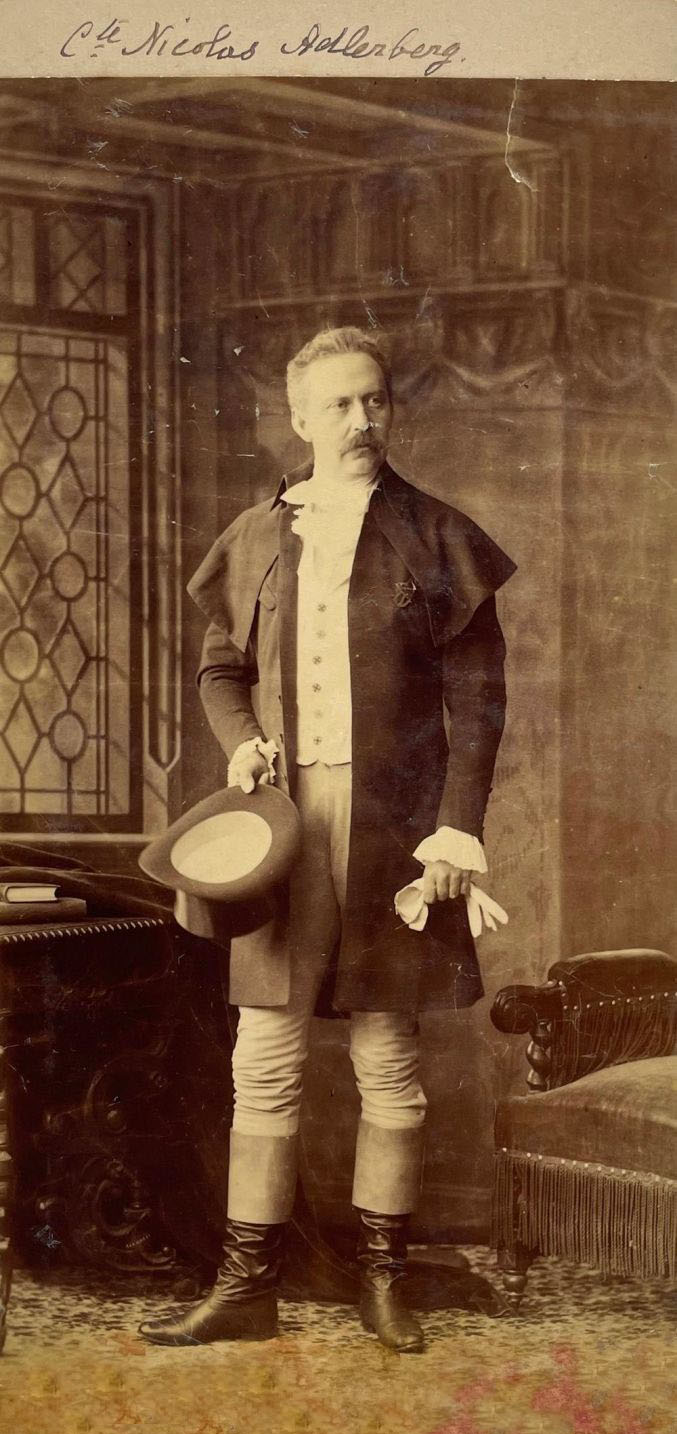
Nicolai Adlerberg (1844–1904)
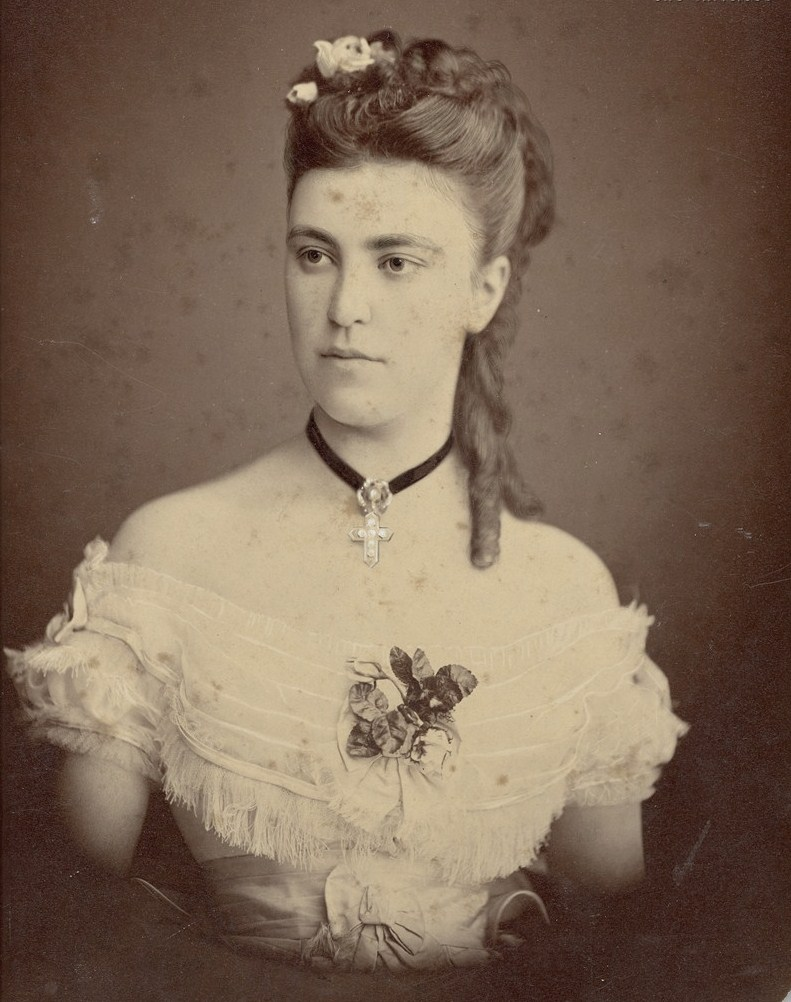
Maria Adlerberg (1849–1926)
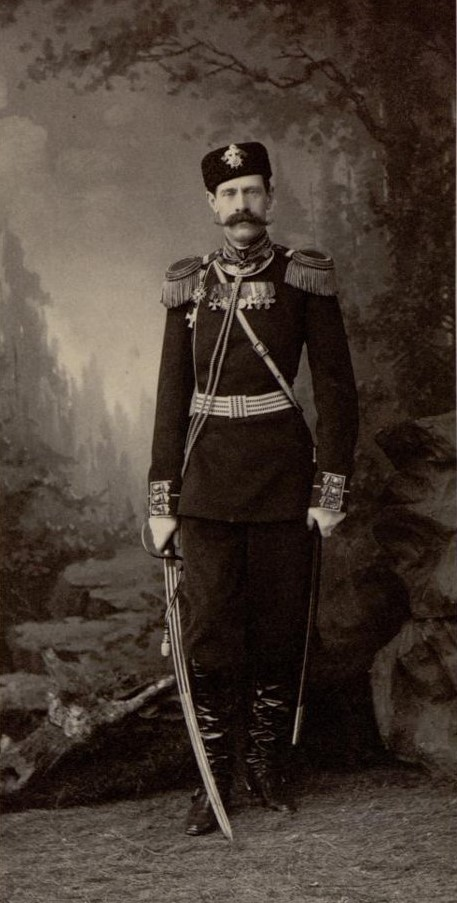
Alexander Alexandrovich Adlerberg (1849–1931)
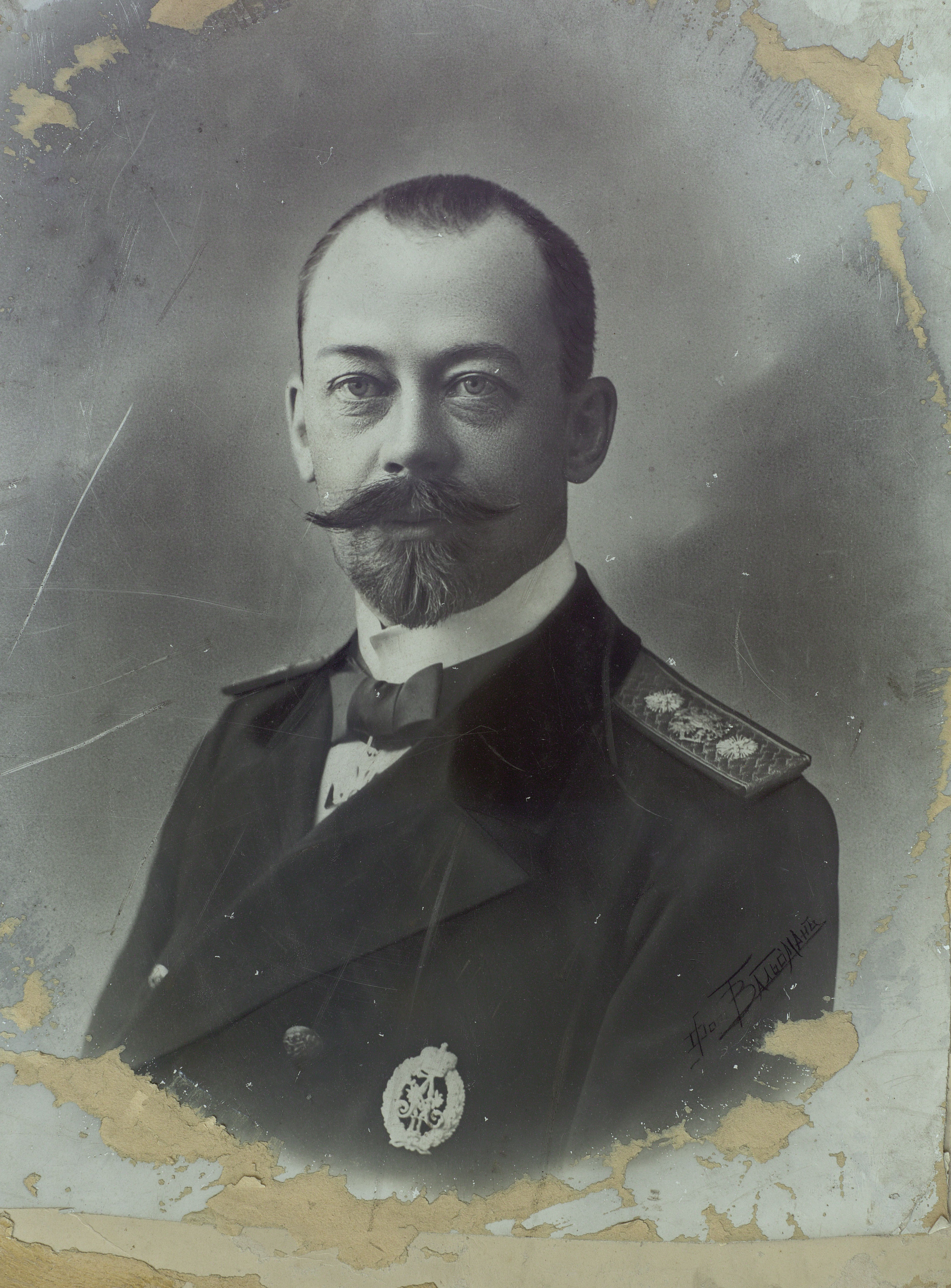
Alexander Wassiljewitsch Adlerberg (1860–1915)

## Wappen
- Das Wappen (1684) zeigt unter einem blauen Schildhaupt in Gold auf grünem Hügel einen flugbereiten schwarzen Adler. Auf dem Helm mit blau-gold-schwarzen Decken ein fünfstrahliger goldener Stern zwischen einem offenen schwarzen Flug.
- Das freiherrliche Wappen (1810) wie das Stammwappen (1684). Auf dem Schildrand eine schwedische Freiherrnkrone sowie zwei ebenfalls mit einer schwedischen Freiherrnkrone gekrönte Helme ohne Decken. Der rechte wie auf dem Stammwappen (1684), auf dem linken ein rot versieglter weißer Brief zwischen zwei natürlichen Lorbeerzweigen mit roten Beeren. Schildhalter: zwei golden bewehrte schwarze Adler auf goldenem Postament.
- Das gräfliche Wappen (1847) ist von Schwarz und Gold gespalten belegt mit einem gekrönten Doppeladler in verwechselten Farben und Herzschild, darin wie das Stammwappen (1684), jedoch mit heraldischem Adler. Drei gekrönte Helme, rechts und links wie auf dem Stammwappen (1684) jedoch mit blau-goldenen Decken, auf dem mittleren Helm mit schwarz-goldenen Decken der russische Reichsadler. Schildhalter: zwei widersehende golden bewehrte und bekrönte schwarze Adler auf goldenem Postament mit blauem Spruchband, darauf die Devise „вера и верность“ (deutsch Glaube und Treue).

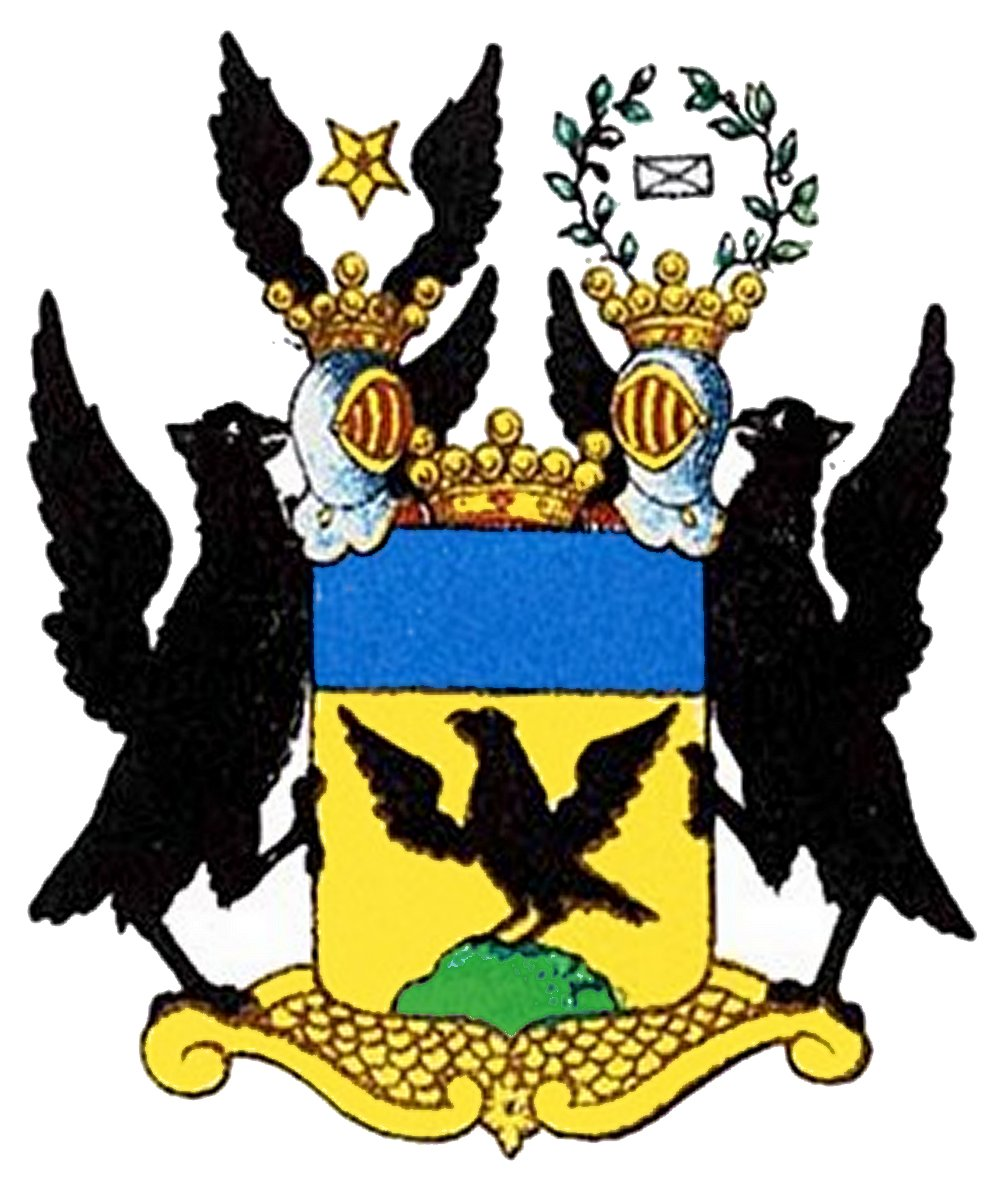
Freiherrliches Wappen (1810)
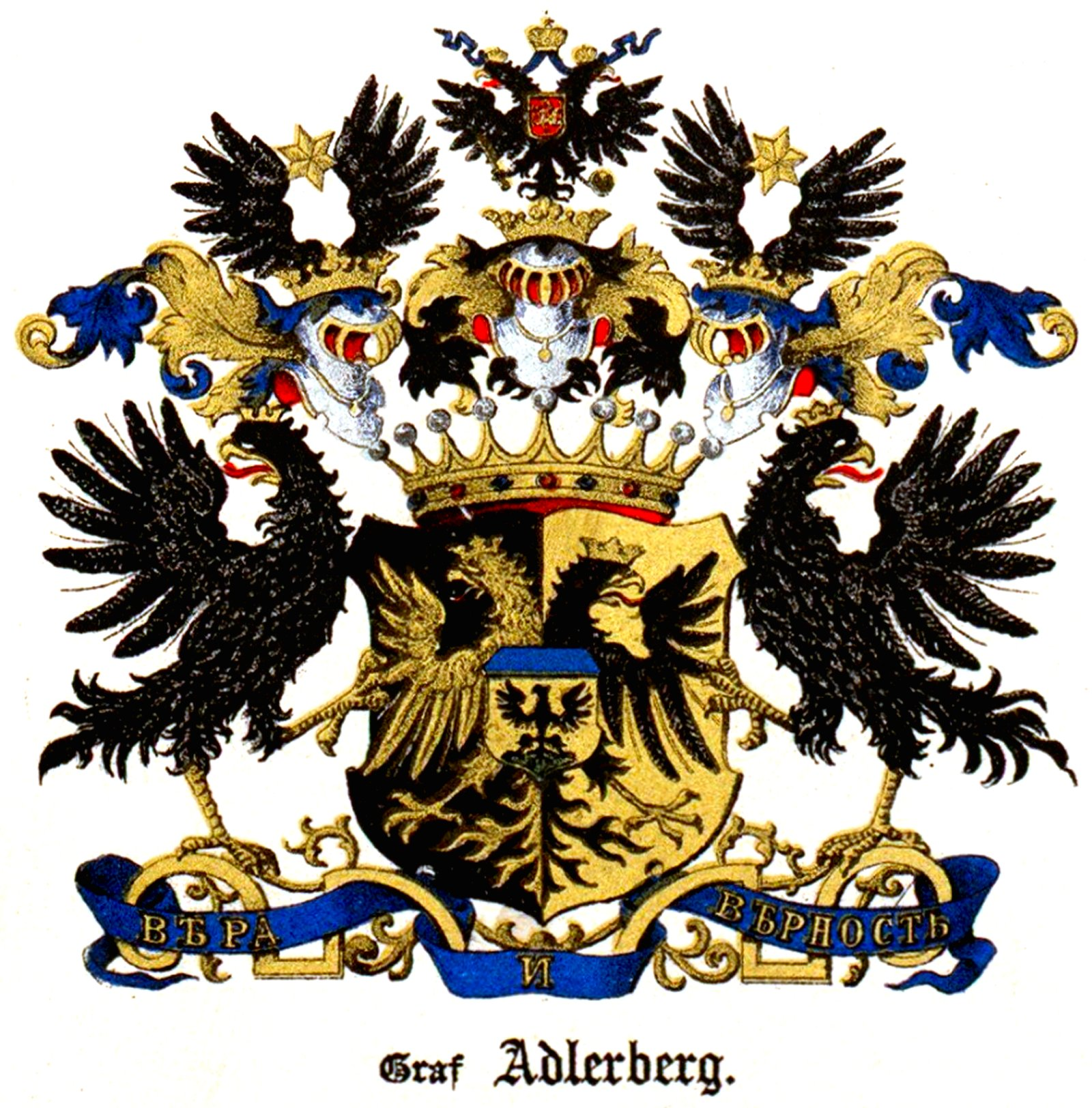
Gräfliches Wappen (1847)